# Tritlington and West Chevington
Tritlington and West Chevington – civil parish w Anglii, w hrabstwie Northumberland. W 2011 civil parish liczyła 245 mieszkańców. W obszar civil parish wchodzą także Earsdon, Fenrother i West Chevington.